# Csáfordjánosfa
Csáfordjánosfa là một thị trấn thuộc hạt Győr-Moson-Sopron, Hungary. Thị trấn này có diện tích 5,28 km², dân số năm 2010 là 216 người, mật độ 41 người/km².